# Anomalia di Ebstein
L'anomalia di Ebstein è un'anomalia cardiaca congenita a carico della valvola tricuspide, dislocata nel ventricolo destro.
I suoi lembi settale e posteriore, anziché nascere dall'anello valvolare si staccano dalla parete ventricolare destra a distanza variabile dal piano della giunzione atrioventricolare. Il lembo anteriore, pur essendo attaccato al giusto livello dell'anello, è più largo del normale e le sue corde tendinee si attaccano alla parete libera del ventricolo. 
La cavità ventricolare destra, compresa tra il livello dell'anulus tricuspidale e quello dell'attacco dei lembi settale e posteriore, è assottigliata e displasica e la si definisce "atrializzata". Questo provoca un'insufficienza tricuspidale.
Nei casi più gravi, l'aumento della pressione nell'atrio destro, attraverso un difetto interatriale (associato nel 80% dei casi) può provocare un passaggio di sangue venoso dall'atrio destro nell'atrio sinistro con conseguente cianosi.
Come altre cardiopatie congenite, i pazienti trattati chirurgicamente possono avere dei difetti residui e dei reliquati con delle ripercussioni cliniche importanti, e per tale motivo sono necessarie delle periodiche visite di controllo in strutture adeguate.

## Etimologia
Il nome deriva dal medico tedesco Wilhelm Ebstein, nato il 27 novembre 1836.

## Epidemiologia
È classificato come un difetto cardiaco congenito critico che rappresenta <1% di tutte le cardiopatie congenite presenti in circa 1 su 200 000 bambini nati vivi.

## Fisiopatologia
La rilevanza fisiopatologica è dovuta all'insufficienza tricuspidale e al ridotto volume del ventricolo destro. Vi sono due varianti:
- concomitante difetto interatriale (>80% dei casi): si forma uno shunt cardiaco con un flusso da destra a sinistra visto l'alta impedenza del ventricolo destro (= "accetta mal volentieri" ritorno venoso a causa della limitata grandezza) e dell'eccessivo volume dell'atrio destro (insufficienza tricuspidale). Si spiega così la cianosi presente in questo tipo di pazienti a causa del sangue de-ossigenato in circolo. Va notato che nonostante il bassissimo preload ventricolare destro e il conseguente limitato volume nella circolazione polmonare, la gittata sistolica del ventricolo sinistro viene mantenuta sufficiente grazie allo shunt che crea una seconda "fonte" di flusso, aumentando il preload ventricolare a sinistra. La conseguenza terapeutica è che una chiusura del difetto interatriale potrebbe portare in determinati casi a un'acuta decompensazione con un crollo della gittata cardiaca. Di conseguenza, ogni riparazione del DIA va discussa e analizzata anticipatamente.
- nessun difetto interatriale concomitante: per il ragionamento fatto in precedenza vi è una gittata sistolica sinistra ridotta, che viene esacerbata in particolar modo durante uno sforzo fisico a causa dell'aumentare della richiesta di sangue da parte della muscolatura. Questi pazienti tuttavia sono più raramente cianotici, in quanto il sangue pompato nella circolazione sistemica, per quanto sia ridotto, proviene unicamente dalle vene polmonari.

## Sintomatologia

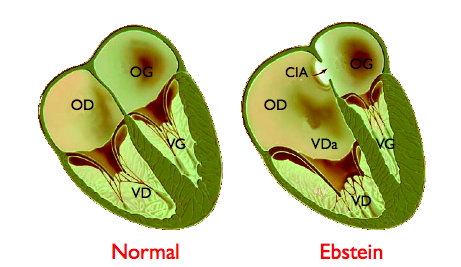
Differenza fra un cuore normale e uno affetto dall'anomalia di Ebstein.

I sintomi e i segni clinici presentano dispnea, cianosi, click sistolico, aritmie, palpitazione e sindrome di Wolff-Parkinson-White. Si registrano anche scompenso cardiaco, difetto interatriale e sincope. I sintomi, essendo l'anomalia congenita, possono manifestarsi anche in neonati, soprattutto se questi sono gravi.
L'anello della valvola è ancora nella posizione normale. I lembi valvolari, tuttavia, sono, in misura diversa, attaccati alle pareti e al setto del ventricolo destro. Si osserva una successiva "atrializzazione" di una porzione del ventricolo morfologico destro (che è quindi contiguo con l'atrio destro). Questo fa sì che l'atrio destro sia grande e il ventricolo destro anatomico sia di piccole dimensioni.
- Tono cardiaco S3
- Tono cardiaco S4
- Triplo o quadruplo galoppo a causa di suoni ampiamente divisi S1 e S2 più un forte S3 e / o S4
- Soffio sistolico di rigurgito tricuspide ossia soffio sistolico olosistolico o sistolico lungo il margine sternale inferiore sinistro a seconda della gravità del rigurgito
- Ipertrofia atriale destra
- Difetti di conduzione ventricolare destra

## Esami
- Elettrocardiogramma, dove si evincono numerose possibili aritmie
- Radiografia del torace
- Ecocardiografia, da cui si comprende l'insufficienza tricuspidale e la dilatazione dell'atrio destro

Tali esami anche successivamente alla guarigione dovrebbero essere ripetuti massimo ogni tre anni. Altri esami comprendono il cateterismo cardiaco e la risonanza magnetica.

## Terapie
La terapia medica è mirata inizialmente a trattare lo scompenso cardiaco o le aritmie.
In caso di aritmie è utile la somministrazione di calcioantagonisti, betabloccanti e l'ablazione trascatetere, se invece si registra scompenso cardiaco si utilizzano i diuretici.
Il trattamento prevede anche l'intervento chirurgico: valvuloplastica o sostituzione della tricuspidale, oppure l'intervento di Fontan. Con la valvuloplastica in questo caso si crea una "valvola monocuspide": i muscoli papillari della cuspide anteriore vengono dislocati al setto interventricolare e dal momento che la cuspide del setto è mal posizionata e quella posteriore è mal funzionante, si viene a formare un piccolo orifizio tra la cuspide anteriore e quella posteriore, con il movimento/apertura solamente da parte della prima.
Nei casi di concomitante difetto interatriale si attua la chiusura dello stesso.

### Prognosi
La prognosi cambia a seconda della gravità dell'anomalia, è stato calcolato che la metà delle persone raggiunge i 50 anni, raramente e quando non presenta sintomi si può arrivare anche oltre gli 80 anni.